# 关塔那摩湾拘押中心

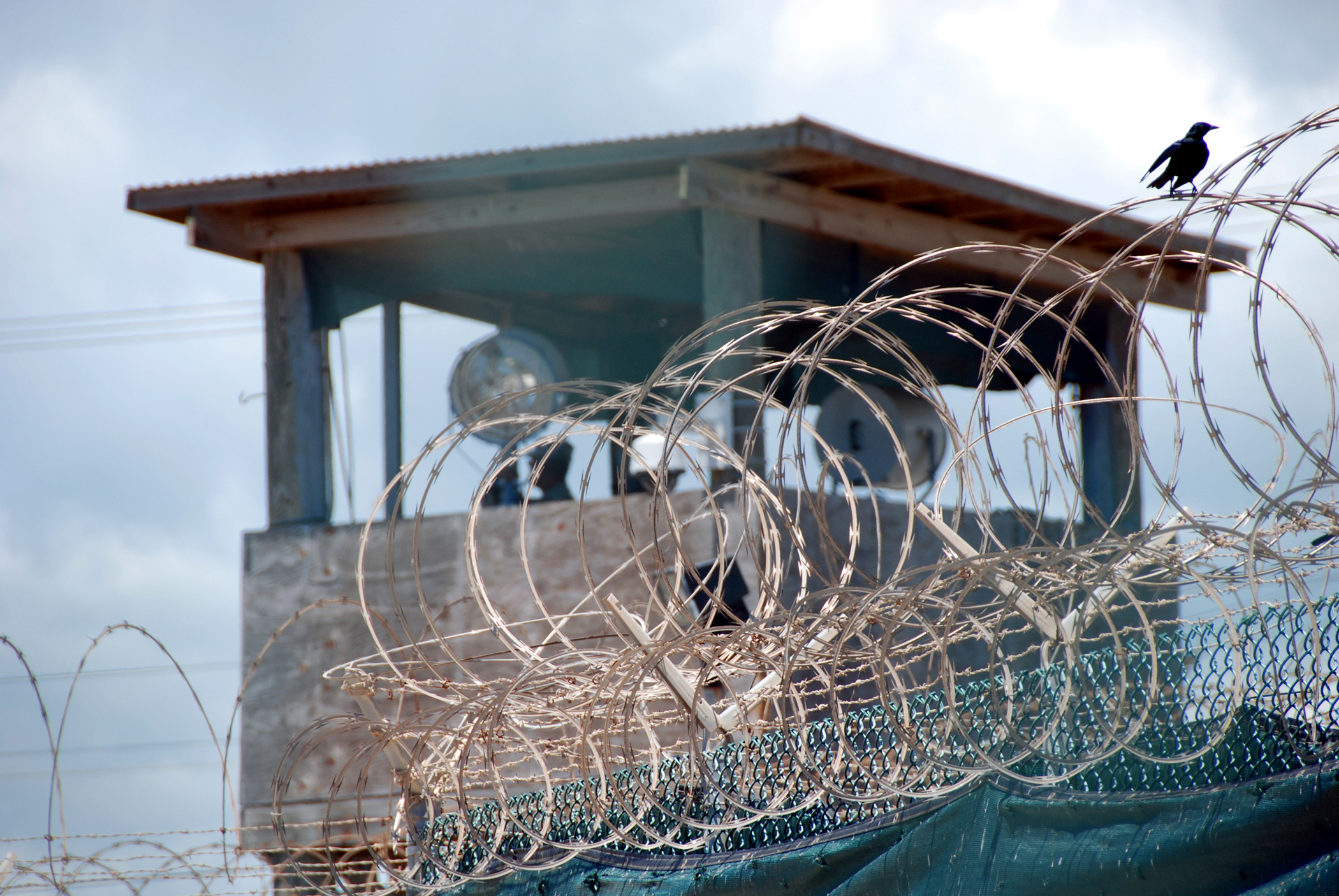
關塔那摩灣拘留營的監視塔

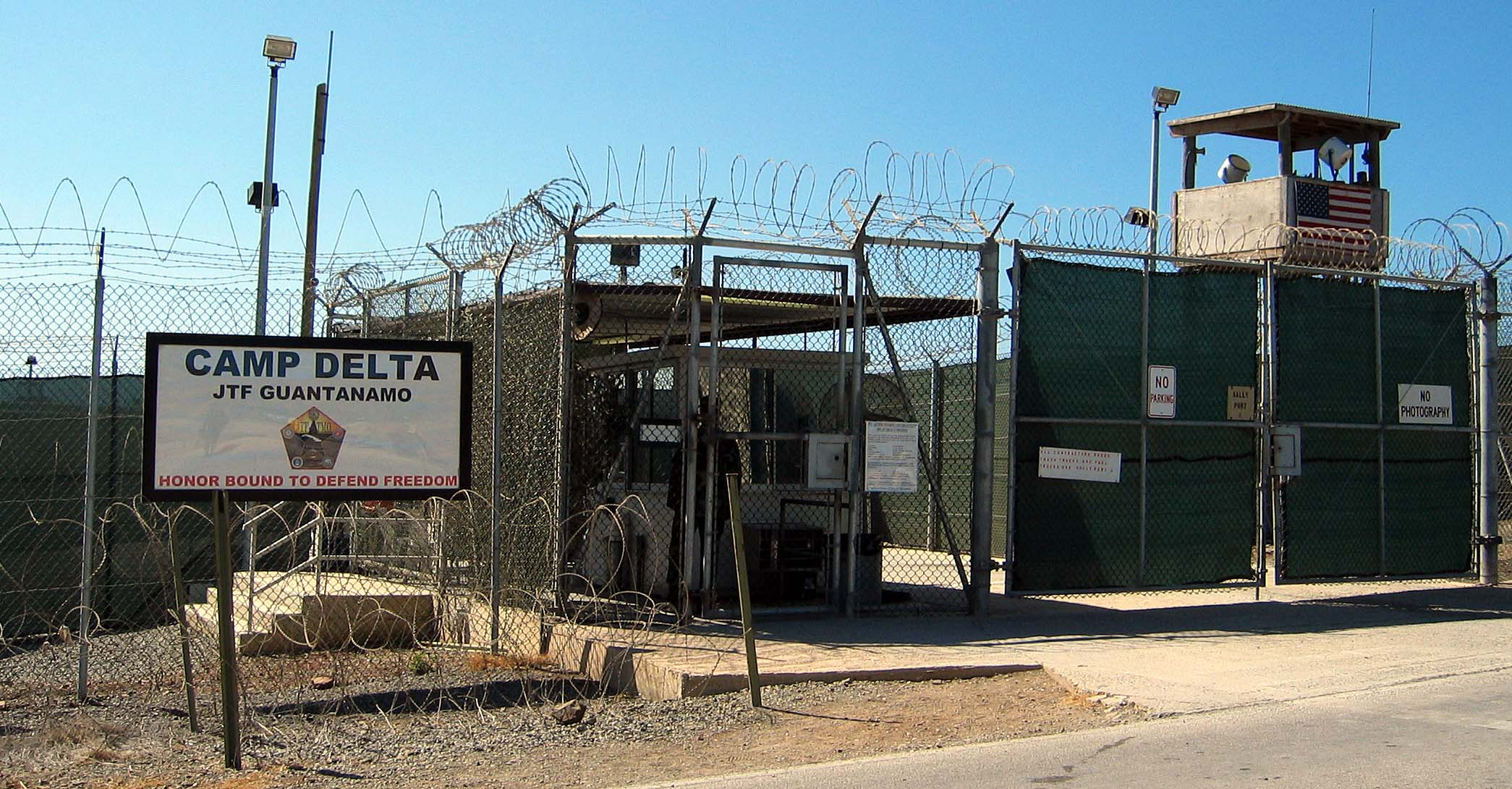
三角洲營地入口

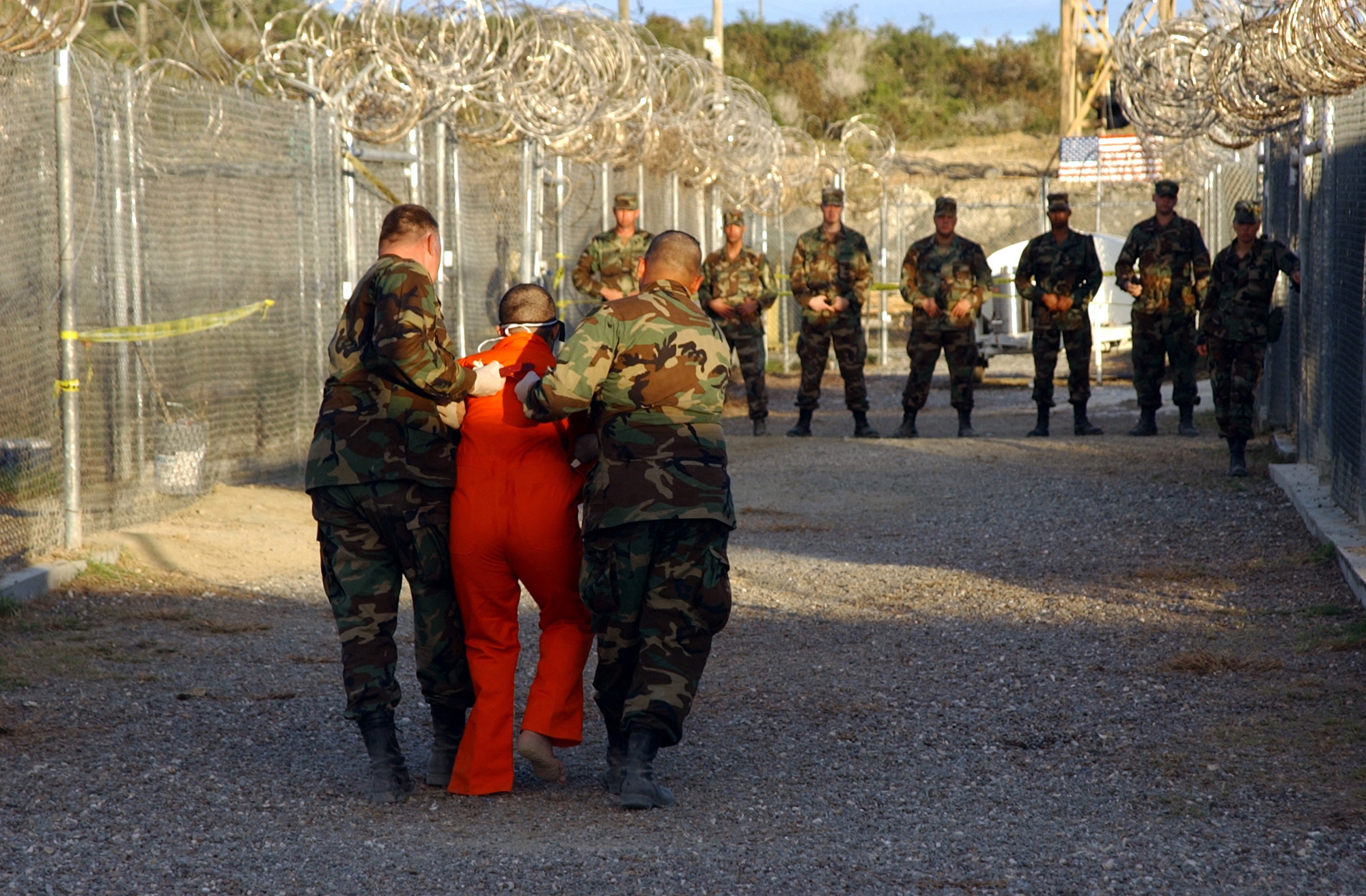
監獄的囚犯

关塔那摩湾拘押中心（英語：Guantanamo Bay detention camp），常称关塔那摩监狱，是2002年美軍在關塔那摩灣海軍基地所設置的一座拘押中心，座落於古巴，而拘押中心之所以設置在美國境外的關塔那摩灣沿岸，主要目的是為了避免聯邦法律對關押者的人權給予保護。整個拘留營區是由三角洲營（Camp Delta）、鬣鱗蜥營（Camp Iguana）與X光線營（Camp X-Ray）等三個營區所組成，該單位常簡稱為Guantanamo或Gitmo（起源於該單位的縮寫GTMO）。根據美方的說法，該拘留營內所關的都是俘獲的敵方戰鬥人員（enemy combatants），而負責營區運作的單位是關塔那摩聯合特遣部隊（Joint Task Force Guantanamo，JTF-GTMO），所以雖名為「拘押中心」，實際上被視為是將該處當作軍事化監獄。

## 歷史

### 移入
2001年“9·11”恐怖袭击后，美國总统乔治·沃克·布什设立关塔那摩监狱。2006年9月7日，关塔那摩基地司令证实，美国中央情报局秘密监狱曾关押的14名恐怖要犯已移送到关塔那摩监狱。
2007年6月6日，美国国防部发表声明说，一位名叫阿卜杜拉希·苏迪·阿拉尔的恐怖嫌疑分子已移送关塔那摩监狱关押。6月22日，一位名叫哈龙·阿福汗尼的恐怖嫌疑人移送到关塔那摩监狱关押。

### 囚犯地位

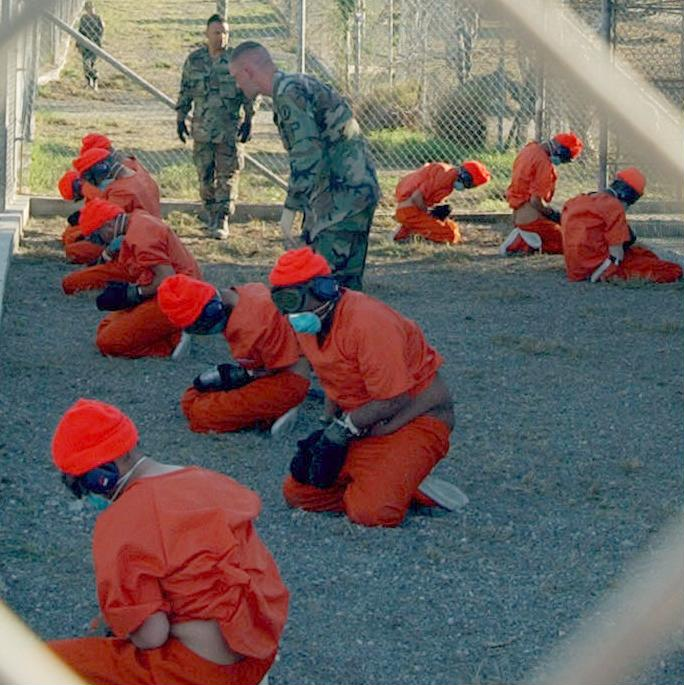
關塔那摩灣拘留營內一景

一般來說，美国军方对每一名新到关塔那摩的囚犯都会召开听证会，如果确定不是敌方战斗人员将遣返本国；否则将判決无限期关押，并予以剥夺《日内瓦公约》规定的战俘权利。
美國之所以選擇關塔那摩灣為新的拘留營，有一點原因來自於這個地區的特殊法律地位，由於關塔那摩灣的主權屬於古巴，美國政府聲稱關押嫌犯的地區在法律上並非美國領土，所以這些人無法擁有如關押在美國領土上時會享受的美國憲法所賦予的人權。然而在2004年的“拉蘇爾訴布什案”中，美国最高法院否決了美國政府的辯護，多數裁定認為美國對關塔那摩灣的控制程度足以觸發人身保護令，因此關塔那摩基地的囚犯有權向美國法院申訴以審查拘留他們的合法性。
2006年6月29日，美国最高法院判决，根据美国法律和《日内瓦公约》，美国总统布什无权下令成立特别军事法庭，以审判关押在关塔那摩监狱的囚犯。10月17日，美国总统布什签署《2006年军事委员会法》，允许中情局对恐怖嫌疑分子进行严厉审讯，并批准军事委员会对恐怖嫌疑分子进行审判。

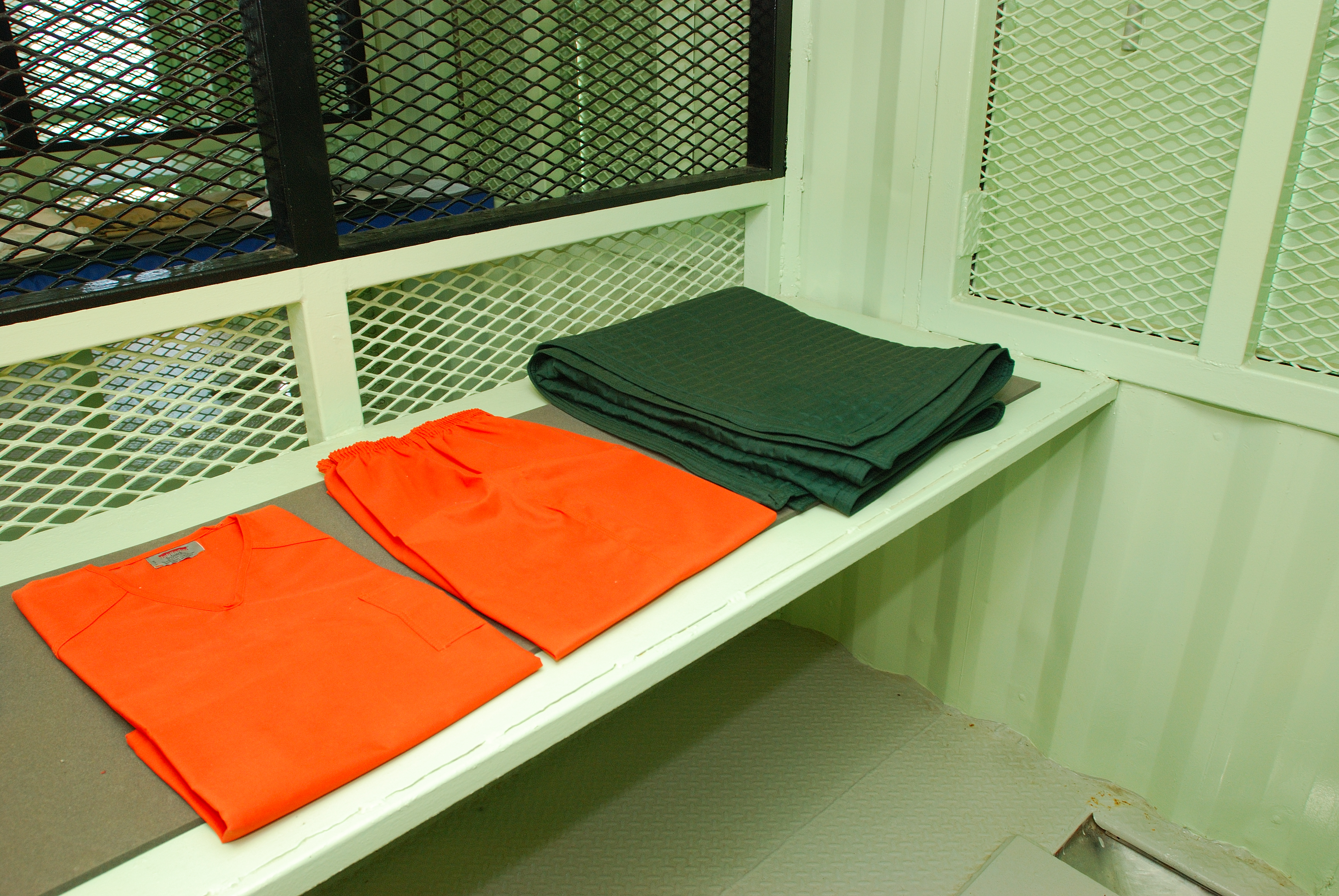

2007年1月18日，美国国防部公布了用于审判关塔那摩监狱囚犯的《军事委员会手册》。该手册是为实施《2006年军事委员会法》而制订的。手册规定，军事委员会禁止在审判中使用通过拷问、非人道手段等获得的供词，但允许使用2005年底前通过强制性审讯手段获得的证据。手册还对恐怖活动及相关的犯罪行为分别设定了最高惩罚。2月20日，美国哥伦比亚特区联邦巡回上诉法院裁定，关押在关塔那摩监狱的恐怖嫌犯无权就其是否应入獄受押，而向美国非军事普通法庭提出上诉。

### 移交囚犯
2006年9月14日，美国将关押在关塔那摩基地的两名科威特人41岁的阿明和32岁的昆达里遣返回科威特。10月12日，美国向阿富汗移交了16名关押在关塔那摩监狱中的囚犯，向摩洛哥移交了1名囚犯。10月16日，美国向伊朗和巴林各移交了1名关押在关塔那摩监狱中的囚犯，向巴基斯坦移交了2名囚犯。11月20日，美国从关塔那摩监狱释放的3名囚犯抵达阿尔巴尼亚，他们分别为埃及人、阿尔及利亚人和乌兹别克斯坦人12月17日，美国五角大楼宣布，军方将18名关押在古巴关塔那摩基地的外国囚犯遣送回他们各自的国家，其中包括7名阿富汗人、6名也门人、3名哈萨克斯坦人、1名利比亚人和1名孟加拉国人。2007年3月1日，美国分别向阿富汗和塔吉克斯坦移交了两名和三名关押在关塔那摩监狱的囚犯。6月19日，美国向突尼斯移交了两名关押在关塔那摩监狱的囚犯，并向也门移交了4名囚犯。7月16日，美国向沙特阿拉伯移交了16名关押在关塔那摩监狱的囚犯。8月9日，美国分别向阿富汗和巴林移交了5名和1名关押在关塔那摩监狱的囚犯。

### 审判
2007年3月26日，澳大利亚籍囚犯戴维·希克斯承认支持与美国为敌的恐怖组织罪名，他是关塔那摩军事法庭提审的第一名囚犯。6月4日，美国军事法官陆军上校彼得·布朗巴克驳回了针对加拿大籍囚犯奥马尔·卡德尔提出的有关指控。根据《特别军事法庭法》，关塔那摩囚犯只有被确定为非法敌方战斗人员时才能接受该法庭审判。由于卡德尔被军方审查小组定为敌方战斗人员，而不是非法敌方战斗人员，他只能驳回指控。

### 身份评估
2007年8月9日，美国国防部宣布，军方已经对关塔那摩监狱的14名囚犯完成身份评估，并已认定他们全部为敌方战斗人员。

### 後續歷史
2008年美國總統選舉時，總統候選人巴拉克·奧巴馬稱關塔那摩灣監獄為「美國史上的悲傷一章」，並承諾會於2009年把它關閉。奧巴馬就任美國總統後，於2009年1月21日正式簽署行政命令，將於一年內關閉關塔那摩灣監獄，並將911事件嫌犯移交紐約刑事法庭；但被美國國會反對。2017年唐纳德·特朗普就任美國总统后，推翻奧巴馬的行政命令，保留监狱。2021年2月12日，白宫新闻秘书珍·莎琪说，美國總統喬·拜登打算在任内关閉關塔那摩灣監獄，相关人员已经着手评估。到現在該拘留營仍繼續運作。

### 非法移民拘押所
2025年1月29日，美国总统川普宣布美国国防部和国土安全部将在关塔那摩湾设立非法移民拘押中心，用来关押三万名非法移民罪犯。

## 爭議

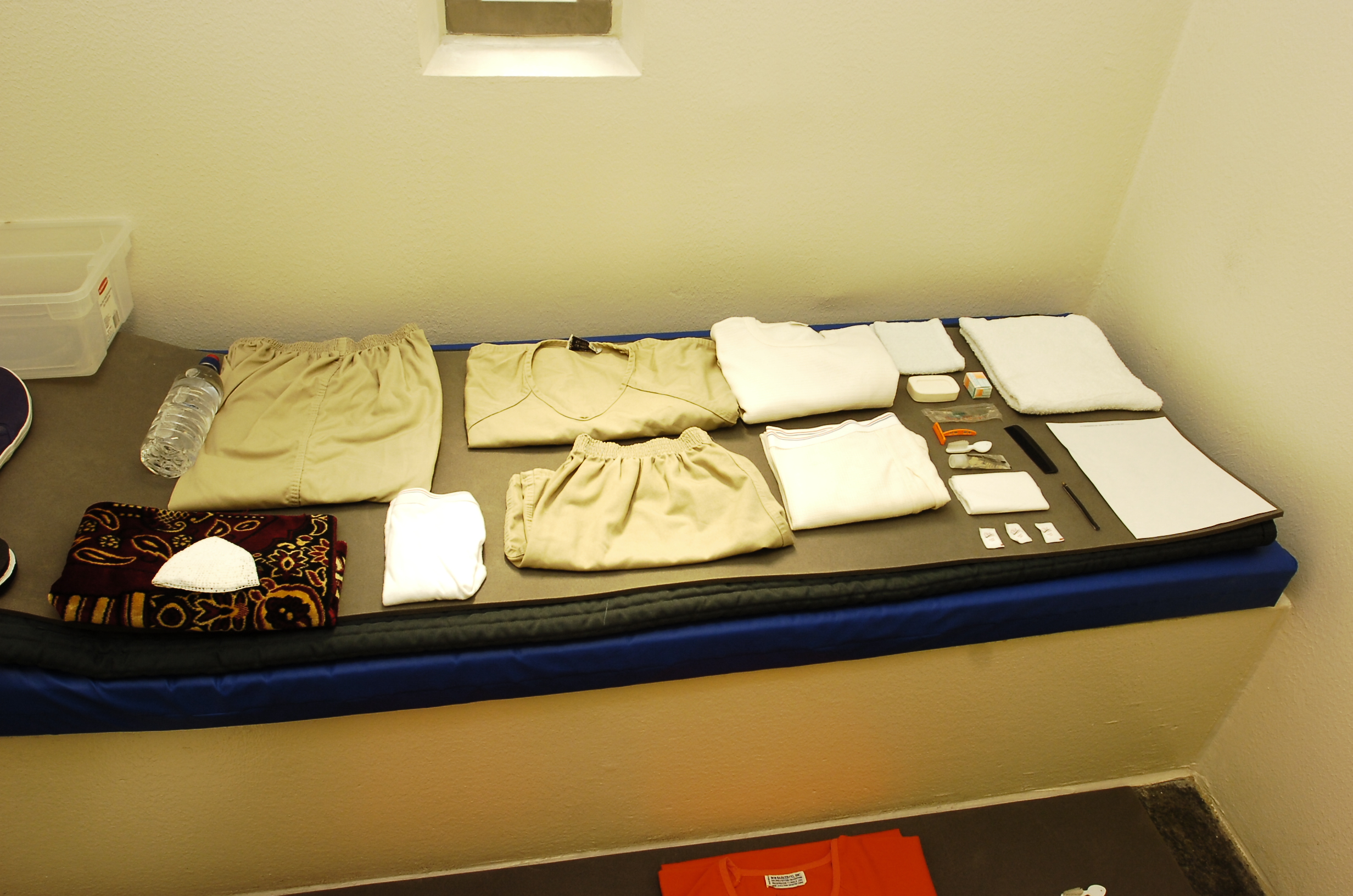

### 虐囚醜聞
2004年無罪釋放的三名英國人宣稱，營中美軍對囚犯實施持續不斷的拷問、性虐待、強行注射藥品和宗教迫害等暴行。三人發佈了115頁的卷宗詳細描繪這些指控。他們同時也譴責英國當局知曉此事但沒有干預。這些人的聲明得到兩位法國前囚犯、一位瑞典前囚犯和一位澳大利亞前囚犯的支持。而美國海軍部長戈登·英格蘭回應道，一位海軍總監察長已經對關塔那摩基地的情況進行了調查，結論是“執行過程都是高標準的”。
前受押人員Moazzam Begg在2005年1月25日，關滿3年後獲釋，他指責美國軍人對他及其他從阿富汗和巴基斯坦抓捕的囚犯嚴刑拷打。在釋放後第一次廣播訪問中，他聲稱“親眼見到兩個人被暴打得不成樣子，我覺得應該是被打死了。”
2004年11月30日，《紐約時報》發表了美國政府洩漏出的一份内部備忘錄，内容是國際紅十字會的一份報告。報告中稱一些行為“等同於嚴刑拷問”：用大聲的噪音或音樂刺激囚犯，將囚犯置於長時間的非正常溫度環境中，還有毆打等。報道還指出基地存在著一個行為科學小隊，又叫作“餅乾”；同時基地的醫生將機密的醫療信息透露給審問官（如囚犯的弱點和恐懼症等），使囚犯對基地的醫療人員失去信任、疑心重重。和紅十字會平時人道主義行動遭遇的情況相同，他們進入基地調查也是有條件的：不許將調查結果透露出去。有不同來源的消息證實，紅十字會各部內曾爆發激烈的辯論和爭吵，因為有一些參與調查的人員希望將報告公之於衆，或直接和美國政府對峙。《紐約時報》還披露，政府和五角大樓在7月就已經看過紅十字會的報告，但對調查結果嗤之以鼻。報告在5月洩漏時，新聞首先出現在其他報紙如上。紅十字會對此做出了回應。
2005年5月31日，美國總統喬治·沃克·布什對國際特赦組織發佈的一份最新人權報告進行抨擊。報告指出在關塔那摩和其他美軍監獄中有持續不斷的虐囚行為，批评此监狱就像“当代的古拉格集中营”（the gulag of our times），而小布什回应稱此報告“荒謬”（absurd）。布什發表評論的同一天，美聯社又發佈另一篇報道，指出阿富汗部落族人告發所謂的恐怖分子實際上是另有目的：要把他們賣給美國人，賞金從3000到25000美元不等，而在軍事法庭上囚犯證實此說法。因為美聯社之前依據《信息自由法》提起過訴訟，使美國政府不得不發佈相關記錄，報道的内容就是來源於此。
2007年1月2日，联邦调查局解密的文件说，其雇员报告目睹了关塔那摩26起虐囚事件。

### 褻瀆古蘭經
2005年5月9日，《新聞週刊》披露，美軍在關塔那摩基地中為了迫使嫌疑犯招供，將《古蘭經》沖入抽水馬桶。由於曾有嫌疑犯提出類似指控，此文一經刊發便在廣大穆斯林中引發了強大的反美情緒。阿富汗、巴基斯坦等地接連爆發大規模示威活動，抗議美軍褻瀆《古蘭經》，活動中已有多人死亡。事後，《新聞週刊》迫於各界強大壓力，做出了「此文可能不屬實」的聲明，並收回原文。5月18日，白宮更公開批評，這一報導嚴重損害了美國的國際形象。

### 囚犯抗争

#### 绝食
2005年7月21日，美国军方证实关塔那摩湾的52名受押囚犯开始绝食，抗议在没有经过审判的情况下以恐怖嫌疑人的身份将他们拘押了三年多。8月8日，87名囚犯开始绝食，其中10人需要强制鼻管喂食，抗议对他们的无限期拘押、得不到公正审理，以及美军基地对他们的不人道待遇。12月25日，又有46人加入了绝食的行列。对于一些绝食囚犯被美军强制喂食的问题，人权团体表示了质疑。
2006年3月9日，来自英国和美国等7个国家的260多名医生在医学杂志《柳叶刀》上刊登一封联名信，呼吁监狱管理部门准许在押犯人绝食而死。5月29日，关塔那摩监狱发言人说，又有75名狱中囚犯新近开始绝食，以此来声援3名已绝食数月的囚犯。

#### 自杀
2006年6月10日，国防部宣布三名被拘留者在关塔那摩死亡，称自杀者“在明显的集体自杀中杀死了他们自己”。时任监狱长哈里·哈里斯（Harry Harris，Jr.）称“这不是绝望的自杀行为，而是针对我们进行的不对称战争行为”。时任总统乔治布什对此表示“严重关切”，国务卿Colleen Graffy则称这次自杀事件是一个很好的“公关行动”，也是一种促进圣战的策略。

## 批評

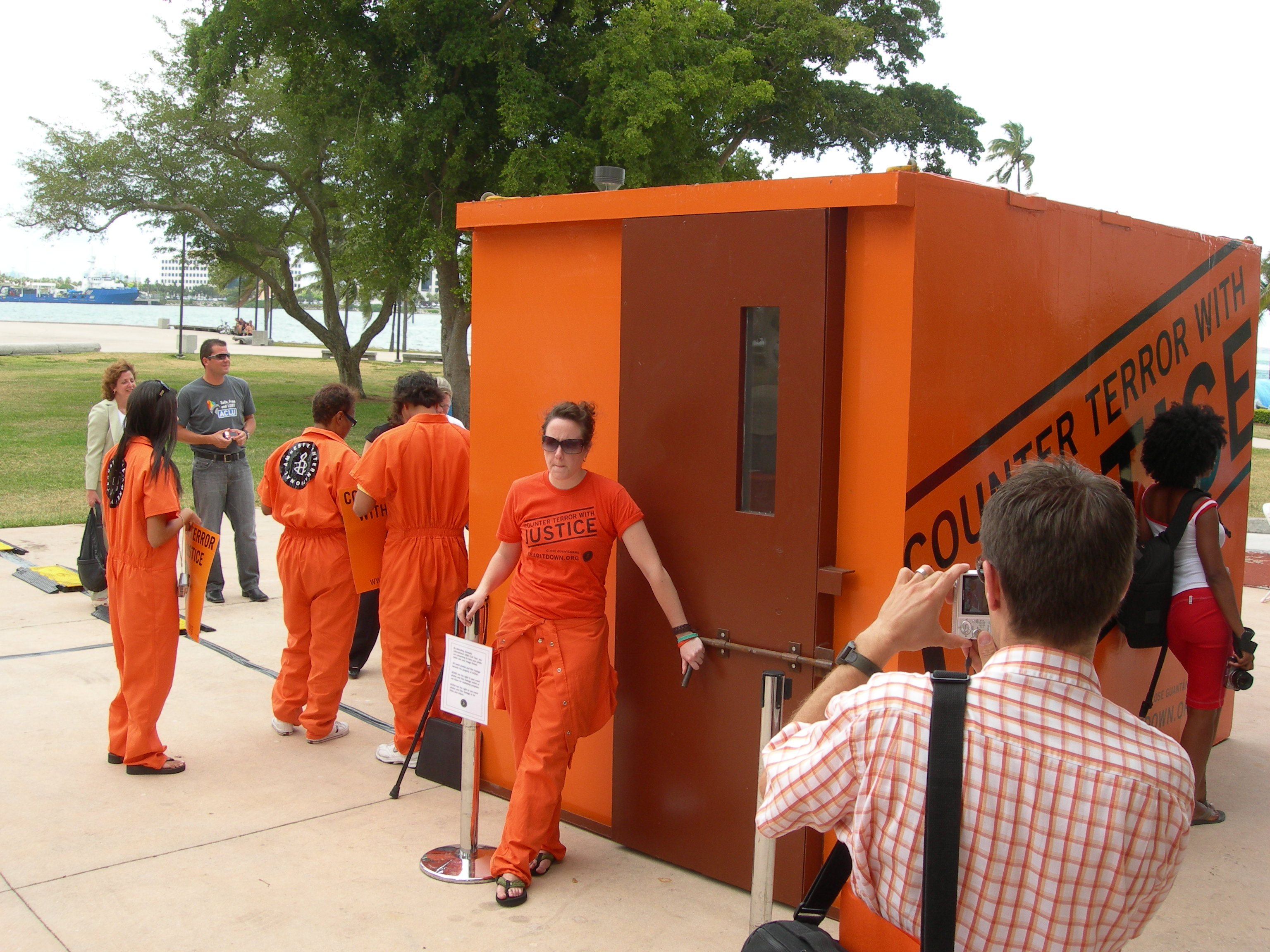
國際特赦組織抗議非法拘留。

2006年2月16日，联合国公布一份该监狱问题的报告，呼吁美国：要么对被关押者进行审判，要么立即将其释放。美国白宫发言人拒绝了联合国的这份报告中关于关闭该监狱的建议。联合国秘书长科菲·安南敦促美国政府，根据联合国的这份报告，尽快关闭关塔那摩监狱。

## 相關影視作品
- 戰犯風暴（2014年）
- 末日孤艦（2014年）
- 失控的審判（英语：The Mauritanian）（2021年）